# What Did I Miss?
«What Did I Miss?» —  песня канадского рэпера Дрейка. Она была выпущена 5 июля 2025 года на лейблах OVO и Republic  в качестве лид сингла с его предстоящего девятого студийного альбома «Iceman».

## Запись и продвижение
После обострения вражды между Дрейком и Кендриком Ламаром, Дрейк, начиная с августа 2024 года, стал тизерить свой предстоящий девятый студийный альбом «Iceman», выпустив мини-альбом 100 Gigs и разместив несколько загадочных публикаций на резервном аккаунте (plottttwisttttt) в Instagram.
4 июля 2025 года, почти через пять месяцев после выхода его совместного студийного альбома Some Sexy Songs 4 U, Дрейк начал интриговать публику своим первым сольным материалом в этом году. Релизу «What Did I Miss?» предшествовал лайфстрим под названием «Iceman: Episode 1», в которой он ехал на грузовике по Торонто, собрав к концу трансляции толпу поклонников узнавших его. На дополнительных кадрах видно, как рэпер сидит на складе с логотипом «Iceman», ест еду и смотрит старые видео со своим участием, а затем трансляция переходит в живое исполнение новой песни.

## Композиция
В «What Did I Miss?» Дрейк обращается к последствиям своей вражды с Кендриком Ламаром, критикуя тех, кто пытался "играть на обе стороны", а не поддерживать его. В песне есть прямые ссылки на концерт Ламара The Pop Out, прошедший в июне 2024 года, а также другие намеки на их конфликт. В песне представлена фирменная смесь Дрейка из «изящных мелодий и острого рэпа», также он напрямую обращается к людям, которые, по его мнению, предали его, подвергая сомнению подлинность прошлой дружбы, в первую очередь со звездами NBA Демаром Дерозаном и Леброном Джеймсом.

## Чарты
| Чарт (2025)                                    | Высшая позиция |
| ---------------------------------------------- | -------------- |
| Australia (ARIA)                               | 37             |
| Австралия Australia Hip Hop/R&B (ARIA)         | 3              |
| Канада (Billboard Canadian Hot 100)            | 2              |
| Германия Germany Urban (Deutsche Black Charts) | 1              |
| Мир (Billboard Global 200)                     | 9              |
| Ирландия (IRMA)                                | 47             |
| Новая Зеландия (Recorded Music NZ)             | 29             |
| Норвегия (IFPI Norge)                          | 86             |
| ЮАР (TOSAC)                                    | 7              |
| Швеция Heatseeker (Sverigetopplistan)          | 8              |
| Швейцария (Schweizer Hitparade)                | 60             |
| Великобритания (OCC UK Singles)                | 27             |
| Великобритания (OCC UK Hip Hop/R&B)            | 4              |
| США (Billboard Hot 100)                        | 2              |
| США (Billboard Hot R&B/Hip-Hop Songs)          | 1              |
| США (Billboard Rhythmic)                       | 5              |

## История релиза
| Регион   | Дата         | Формат(ы)                      | Лейбл(ы)             | Источник |
| -------- | ------------ | ------------------------------ | -------------------- | -------- |
| Весь мир | 5 Июля 2025  | Цифровая дистрибьюция Стриминг | OVO [англ.] Republic | [ 23 ]   |
| США      | 16 Июля 2025 | Rhythmic crossover             | OVO [англ.] Republic | [ 24 ]   |